# 前塚町
前塚町（まえづかちょう）は、愛知県名古屋市中区の地名。

## 歴史

### 沿革
- 1727年（享保12年） - 従来白鳥材木役所の手代が居住していたことにより手代町と称していたものが、町家として開発されたことにより、金塚町として成立[4]。
- 1878年（明治11年）12月20日 - 上日置町下之切・禅坊脇・高見・門前町西之切の各一部により、前塚町となる[1]。
- 1889年（明治22年）10月1日 - 名古屋市成立に伴い、同市前塚町となる[5]。
- 1908年（明治41年）4月1日 - 中区成立に伴い、同区前塚町となる[1]。
- 1974年（昭和49年）5月11日 - 住居表示実施に伴い、橘一丁目・松原一丁目および同二丁目・門前町にそれぞれ編入され消滅[1]。